# Passed (együttes)
A Passed (amerikai kiejtés: [pæ'zd], angol kiejtés: [pɑzd]) 2014 nyarán alakult magyar, elektronikus popzenét játszó együttes, mely Mesmerize című számával bejutott A Dal (2015) televíziós műsorba. A 2015. január 24-én tartott első elődöntőn a 10 induló közül a négytagú zsűri és a nézők szavazatai alapján ők kapták a legmagasabb pontszámot (43-at), így továbbjutottak a középdöntőbe. Később ugyanennyi ponttal a döntőbe is bejutottak.
Az együttes Driftin' című számával A Dal (2016) műsornak is a résztvevője.

## Előzmények
A formációban négy tag szerepel: Nizalowski Dorottya (1995), Nizalowski Fanni (1995), Farkas Áron (1991) és Szabó Levente (1994). A lányok budapestiek, a fiúk Miskolcról, illetve Sárospatakról indultak. (Az együttes egyik alapítója Godzsák Dávid volt a felvidéki Királyhelmecről, aki a televíziós verseny után kilépett és más formációban folytatta pályafutását. Az ő helyére került Farkas Áron basszusgitáros.)
Dorottya és Fanni 2004-ben kezdtek hárfázni. 2014-ben érettségiztek jeles eredménnyel a Záborszky József alapította zuglói Szent István Zeneművészeti Szakközépiskola szolfézs-, illetve hárfaszakos tanulóiként. A hárfázást Nagy Katalin tanárnővel kezdték, akinek nyugdíjba vonulása után Sipkay Deborah, a Nemzeti Filharmonikusok nemzetközi hírű hárfaművésze lett a tanáruk. Kedvenc tantárgyuk a kórusének (Tőkés Tünde), a népzene (Szerényi Béla) és a zeneirodalom-zenetörténelem (Kocsis Gábor). A zeneelméletben való jártasságuk hatást gyakorol a PASSED dalaira.
Az ikrek itthon és külföldön az iskola énekkarával, a Szent István Király Szimfonikus Zenekarral, a Zuglói Filharmóniával, valamint komolyzenei duójukkal koncerteznek. Utóbbi iskolákban, templomokban, idős otthonokban és céges rendezvényeken szerepel. Céljuk a hárfa népszerűsítése akár a populáris kultúra eszközeivel is. Ennek keretében szüleikkel létrehozták Magyarország első, 170 írást tartalmazó hárfás blogját, ami életrajzokat, interjúkat és hangszertörténeti érdekességeket tartalmaz. Példaképük a Würtzler Arisztid (1925-1997) alapította New York Harp Ensemble, ami az egyik első crossover zenekar volt a világon, és ami a lengyel-magyar barátságra is szép példa (a lányok aktív szereplői a magyarországi lengyel közösségnek).
Áron tíz éve basszusgitározik, ez idő alatt számos jazz, pop és rock formációban megfordult. 2011-ben elvégezte az imPro Budapest School of Music Technology zenei producer képzését.
Levente a sárospataki Árpád Vezér Gimnáziumban tanult és szerkesztette az iskolai rádiót. 2001 óta zongorázik, 2011 óta készít dalokat. Ő is az imPro producerképzőben végzett és zenei producerként tevékenykedik, ezen felül intenzíven érdekli a filmkészítés. Tizenhárom évnyi néptánc miatt fontos neki a ritmus, ezért odafigyeléssel programozza a dobokat produceri munkájában. [Dávid és Levente korábban közösen működtették a GOMA nevű formációt. Első albumuk 2014. szeptember 18-án jelent meg. Négy felvételt tartalmaz. Az egyik felvételt NLJ (None Like Joshua) amerikai rapperrel készítették, és ezen a felvételen Dorottya vokálozik.]

## Mesmerize
A PASSED 2014 nyarán alakult meg, azóta számos kisebb fellépésük volt, továbbá a 2014-es Miss Universe zenei szekciójában is közösen dolgoztak. A Mesmerize című számukat közösen készítették, együtt ötletelve. A zenei alapért a fiúk, a hárfaszólamért Fanni, az énekért és a szövegért Dóri volt a felelős. A videó elkészítése hirtelen jött, spontán ötlet szerint alakult mindenféle külső segítség és támogatás, illetve költségvetés nélkül. A családi VHS kamerát Open Cut kezelte, a szereplők utcai járókelők és bulizó fiatalok voltak. A videót fél év alatt kétszázezren nézték meg. A dalnak akusztikus változata is készült az MR2 Petőfi rádió részére.

## Története
Az együttes első kislemeze 2015 júniusában jelent meg. Erről az On The Grind című számot játsszák a rádiók. 
2016-ban bekerültek a Nagyszínpad! nevű tehetségmutató versenybe. 
Dorottya és Fanni 2017 nyarán Hongkongba utaztak a 13. Hárfa Világkongresszusra. Itt interjút készítettek többek között Sylvain Blassellel, Deborah Henson-Conanttal, Xavier de Maistre-rel, Isabelle Morettivel, Alfredo Rolando Ortizzal, Florence Sitrukkal és Park Stickneyvel. Leventével közösen vágták a videókat és HarpFlash néven publikálták őket egy videómegosztón.
2018 májusában megjelent az első magyar nyelvű daluk, a Csak Téged. 

## Tagok
- Nizalowski Dorottya
- Nizalowski Fanni
- Szabó Levente

## Videók

### Mesmerize
- Mesmerize youtube.com

### On The Grind
- On The Grind youtube.com

### Driftin'
- Driftin' youtube.com

### HarpFlash
- HarpFlash – Deborah Henson-Conant at WHC 2017 youtube.com
- HarpFlash – Xavier de Maistre at WHC 2017 youtube.com
- HarpFlash – Isabelle Moretti at WHC 2017 youtube.com
- HarpFlash – Alfredo Rolando Ortiz at WHC 2017 youtube.com
- HarpFlash – Florence Sitruk and Detlev Glanert at WHC 2017 youtube.com
- HarpFlash – Park Stickney at WHC 2017 youtube.com